# Catocala briseis
Catocala briseis là một loài bướm đêm thuộc họ Erebidae. It is found across the Boreal forest region từ Newfoundland tới Thái Bình Dương, phía nam đến Massachusetts và Pennsylvania.
Sải cánh dài 59–65 mm. Con trưởng thành bay từ tháng 7 đến tháng 9 tùy theo địa điểm.
Ấu trùng ăn các loài Populus, bao gồm Populus tremuloides và Salix.

## Phụ loài
Catocala briseis minerva, recorded from Utah, is now considered a synonym.